# Nati nel 1661
| Questa pagina contiene informazioni ricavate automaticamente dalle voci biografiche con l'ausilio del template Bio e di un bot. L'aggiornamento è periodico e automatico e ricostruisce completamente la pagina. Se manca una persona in questa lista, sei pregato di non aggiungerla, ma accertati piuttosto che la sua voce biografica contenga il template Bio e che i dati anagrafici siano correttamente compilati. Se il template Bio manca, inseriscilo tu stesso o, in alternativa, metti l'avviso {{tmp\|Bio}} che ne segnala la mancanza. Se i dati riportati sono sbagliati, correggi direttamente la voce biografica; le modifiche saranno visibili in questa lista entro pochi giorni. Per chiarimenti vedi il progetto biografie. La lista contiene solo le 91 persone che sono citate nell'enciclopedia e per le quali è stato implementato correttamente il template Bio. Pagina aggiornata al 14 dic 2024. |

## Gennaio(5)
- 7 gennaio - Maria degli Angeli Fontanella, religiosa italiana († 1717)
- 9 gennaio - Sigismondo Carlo Castelbarco, vescovo cattolico italiano († 1708)
- 25 gennaio - Antonio I di Monaco, principe († 1731)
- 25 gennaio - Alexander zu Dohna-Schlobitten, militare e diplomatico prussiano († 1728)
- 30 gennaio - Charles Rollin, storico francese († 1741)

## Febbraio(1)
- 25 febbraio - Anne Lennard, contessa di Sussex, nobile britannica

## Marzo(3)
- 9 marzo - Curzio Origo, cardinale italiano († 1737)
- 19 marzo - Francesco Gasparini, compositore italiano († 1727)
- 21 marzo - Pierre Dandrieu, organista, compositore e prete francese († 1733)

## Aprile(9)
- 4 aprile - Luigi-Armando I di Borbone-Conti, militare francese († 1685)
- 5 aprile - Karl August I von Alvensleben, scrittore tedesco († 1697)
- 5 aprile - Constantijn Francken, pittore fiammingo († 1717)
- 11 aprile - Antoine Coypel, pittore e decoratore francese († 1722)
- 14 aprile - Domenico Maria Muratori, pittore italiano († 1742)
- 18 aprile - Elias Terwesten, pittore e incisore olandese
- 19 aprile - Francesco Dini, abate, giurista e storico italiano
- 21 aprile - Georg Joseph Kamel, gesuita, missionario e botanico ceco († 1706)
- 26 aprile - René-Joseph de Tournemine, teologo, gesuita e filosofo francese († 1739)

## Maggio(6)
- 3 maggio - Giovan Battista Nelli, architetto italiano († 1725)
- 3 maggio - Antonio Vallisneri, medico, scienziato e naturalista italiano († 1730)
- 7 maggio - Sofia Maria d'Assia-Darmstadt, nobile († 1712)
- 9 maggio - Jahandar Shah, sovrano († 1713)
- 19 maggio - Francesco Andrea Grassi, vescovo cattolico italiano († 1712)
- 25 maggio - Claude Buffier, cartografo, storico e filosofo francese († 1737)

## Giugno(5)
- 6 giugno - Giacomo Antonio Perti, compositore italiano († 1756)
- 7 giugno - Álvaro de Abranches e Noronha, vescovo cattolico portoghese († 1746)
- 9 giugno - Fëdor III di Russia, sovrano († 1682)
- 26 giugno - Johanna Eleonora De la Gardie, scrittrice e poetessa svedese († 1708)
- 26 giugno - Baldassarre Fontana, architetto e stuccatore svizzero († 1733)

## Luglio(2)
- 20 luglio - Pierre Le Moyne d'Iberville, navigatore e esploratore francese († 1706)
- 29 luglio - Cristiano Enrico di Brandeburgo-Kulmbach, nobile tedesco († 1708)

## Agosto(6)
- 2 agosto - Pascasio Giannetti, filosofo italiano († 1742)
- 7 agosto - Enrico d'Elbeuf, nobile francese († 1748)
- 8 agosto - Johann Matthias von der Schulenburg, militare, mecenate e collezionista d'arte tedesco († 1747)
- 24 agosto - Filippo Cagnola, architetto italiano († 1714)
- 24 agosto - Filippo Maria Resta, vescovo cattolico italiano († 1706)
- 28 agosto - Anne Dieu-le-veut, pirata francese († 1710)

## Settembre(6)
- 2 settembre - Georg Böhm, compositore e organista tedesco († 1733)
- 2 settembre - Enrico di Sassonia-Merseburg, duca († 1738)
- 7 settembre - Gunno Eurelius Dahlstierna, poeta svedese († 1709)
- 8 settembre - Mariangela Virgili, religiosa italiana († 1734)
- 12 settembre - Giovanni Giuseppe Piccini, scultore italiano († 1723)
- 21 settembre - Carlo Donelli, pittore italiano († 1715)

## Ottobre(4)
- 8 ottobre - Michel Le Quien, presbitero, teologo e storico francese († 1733)
- 11 ottobre - Melchior de Polignac, cardinale, arcivescovo cattolico e diplomatico francese († 1741)
- 13 ottobre - Cornelius van Steenoven, arcivescovo vetero-cattolico olandese († 1725)
- 17 ottobre - Angela Teresa Muratori, artista e musicista italiana († 1708)

## Novembre(12)
- 1º novembre - Florent Carton, drammaturgo e attore teatrale francese († 1725)
- 1º novembre - Luigi, il Gran Delfino, nobile francese († 1711)
- 4 novembre - Carlo III Filippo del Palatinato, nobile († 1742)
- 6 novembre - Carlo II di Spagna, sovrano spagnolo († 1700)
- 13 novembre - Erdmute Dorotea di Sassonia-Zeitz, principessa tedesca († 1720)
- 15 novembre - Enrico di Lorena, conte di Brionne, nobile francese († 1713)
- 18 novembre - Elisabetta Enrichetta d'Assia-Kassel, nobile tedesco († 1683)
- 18 novembre - Filippo Buonarroti, antiquario, numismatico e archeologo italiano († 1733)
- 22 novembre - Benoît Audran detto il Vecchio, incisore francese († 1721)
- 23 novembre - Johann Joachim Schöpffer, giurista tedesco († 1719)
- 28 novembre - Dorotea Carlotta di Brandeburgo-Ansbach, nobile tedesco († 1705)
- 28 novembre - Edward Hyde, III conte di Clarendon, nobile e politico britannico († 1723)

## Dicembre(3)
- 5 dicembre - Robert Harley, I conte di Oxford e conte di Mortimer, nobile e politico britannico († 1724)
- 18 dicembre - Christopher Polhem, scienziato e inventore svedese († 1751)
- 28 dicembre - Gaetano Argento, giurista e magistrato italiano († 1730)

## Senza giorno specificato(29)
- Phrachao Suea, sovrano († 1709)
- Samuele di Alessandria, arcivescovo ortodosso greco († 1723)
- Fëdor Matveevič Apraksin, ammiraglio russo († 1728)
- William Cleland, poeta e militare scozzese († 1689)
- Pierre Crozat, funzionario francese († 1740)
- Alexandre-François Desportes, pittore francese († 1743)
- Anne Finch, poetessa britannica († 1720)
- Samuel Garth, medico e poeta inglese († 1719)
- Henry Hall,  britannico († 1755)
- James Hamilton, VI conte di Abercorn, nobile scozzese († 1734)
- Guillaume François Antoine marchese de l'Hôpital, nobile e matematico francese († 1704)
- William Kerr, II marchese di Lothian, nobile e ufficiale scozzese († 1722)
- Takarai Kikaku, poeta giapponese († 1707)
- Stefano Maria Legnani, pittore italiano († 1713)
- Oronzo Malinconico, pittore italiano († 1709)
- Daniel Marot, architetto, designer e incisore francese († 1752)
- Bianca Maria Meda, compositrice italiana († 1732)
- Pierre Mortier, disegnatore olandese († 1711)
- Theodorus Netscher, pittore olandese († 1732)
- Jean Papillon il Giovane, incisore e disegnatore francese († 1723)
- Charles Paulet, II duca di Bolton, politico inglese († 1722)
- Ercole Tomaso Roero, politico, militare e diplomatico italiano († 1747)
- Clemente Spera, pittore italiano († 1742)
- Eleonora Barbara di Thun-Hohenstein, principessa austriaca († 1723)
- Fernando de Valdés y Tamón, militare e politico spagnolo († 1740)
- Mathurin Veyssière de La Croze, scrittore francese († 1739)
- Angélique de Fontanges, nobildonna francese († 1681)
- Elmas Mehmed Pascià, politico e militare ottomano († 1697)
- Muhsinzade Abdullah Pascià, politico e militare ottomano († 1749)